# Epiglotă
Epiglota este o clapă formată din  țesut cartilaginos elastic acoperită cu membrană mucoasă, atașată la intrarea laringelui. Aceasta este așezată oblic în sus, între limbă și osul hioid, întreptându-se dorsal. Pe epiglotă se află papile gustative .

## Anatomie și funcții
Epiglota supraveghează intrarea în glotă, deschizătura dintre coardele vocale. Aceasta este normal îndreptată în sus în timp ce corpul respiră, însă, odată ce corpul înghite, ridicarea osului hioid trage laringele în sus, cauzând epiglota să se îndoaie într-o poziție mai mult orizontală, astfel blocând laringele odată ce ea atinge faringele. Astfel mâncarea este direcționată de la faringe către esofag, prevenind înecarea.

## Histologie

### Înfățișare
Dacă ar fi să tăiem epiglota în două, am observa că ea este alcătuită din cartilaj elastic. Epiglota are două fețe, una linguală și una laringeală, fiecare aparținând cavității bucale și, respectiv, laringelui.

### Mucoasa
Întreaga suprafață linguală și porțiunea apicală a suprafeței laringeale (deoarece este vulnerabilă roaderii mulțumită interferenței cu tractul digestiv) sunt acoperite de un țesut epitelial ne-cheratinizat stratificat. Pe restul suprafeței laringeale, pe de altă parte, care este în relație cu sistemul respirator, are țesut epitelial respirator pseudostratificat, celule columnare ciliate și mucus care secretă celule Goblet.

## Importanță clinicală

### Reflexe
Nervul glosofaringeal (CN IX) trimite fibre către epiglota superioară care contribuie la activarea reflexului faringian. Ramura superioară laringeală a nervului vag (CN X) trimite fibre către epiglota inferioară determinând apariția tușitului.

### Infecția epiglotei
La copii, epiglota se va infecta frecvent cu  Haemophilus influenzae sau Streptococci în trahee, cauzând o inflamație masivă, numită epiglotită. Totuși, această boală a devenit rară deoarece se face vaccinare împotriva Haemophilus influenzae.